# Elsig
Elsig is een plaats in de Duitse gemeente Euskirchen, deelstaat Noordrijn-Westfalen, en telt 639 inwoners (2006).